# Escola de Mântua

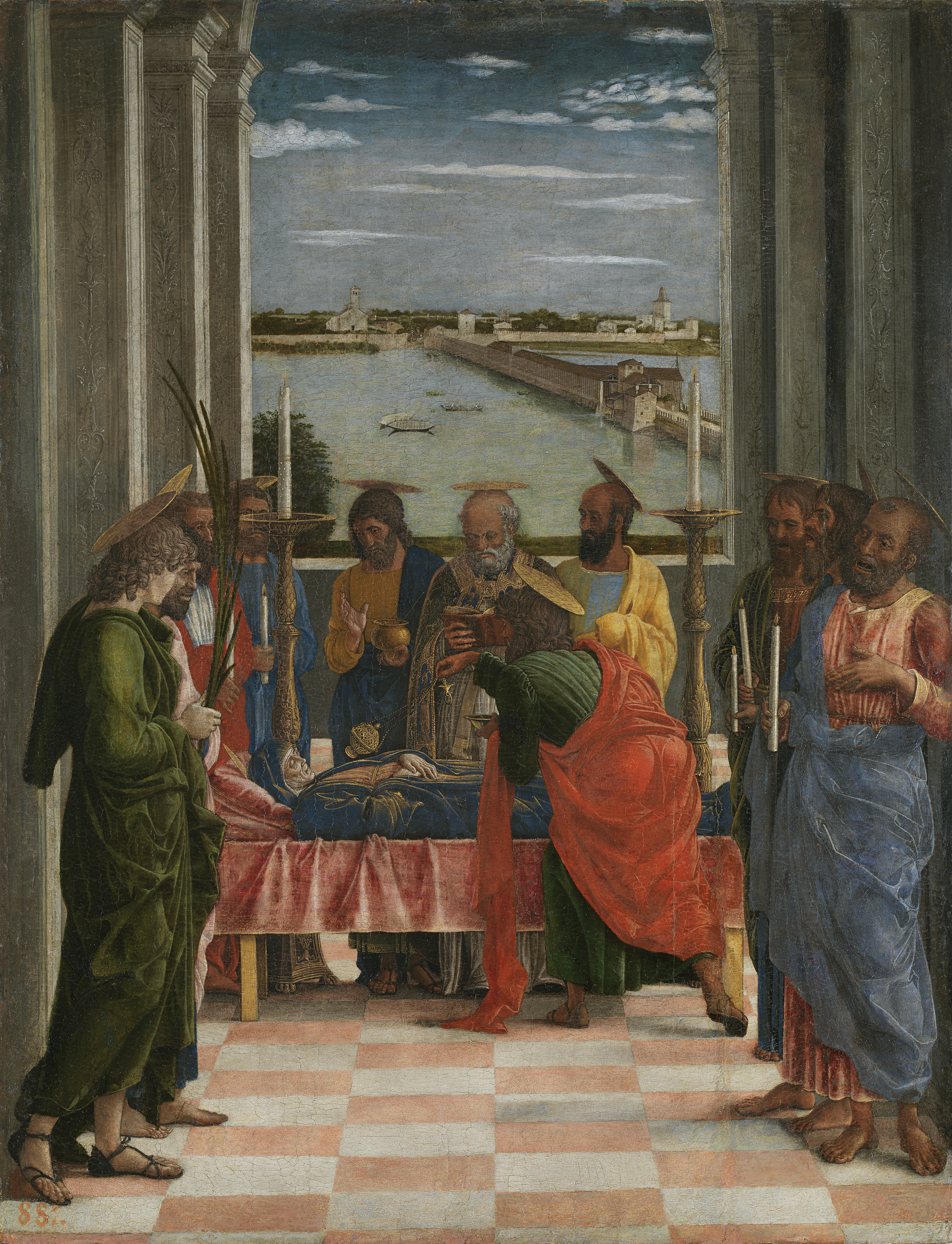
Andrea Mantegna, Morte da Virgem, Mântua, c.

A Escola de Mântua (em italiano Scuola di Mantova) é uma das escolas italianas de pintura renascentista que floresceu em Mântua e cujos protagonistas foram:
- Andrea Mantegna e seus filhos Ludovico Mantegna e Francesco Mantegna
- Lorenzo Costa
- Giovan Francesco Caroto
- Cherubino Bonsignori
- Girolamo Bonsignori (Fra Monsignori)
- Giulio Romano
- Francesco Primaticcio
- Benedetto Pagni
- Fermo Ghisoni de Caravaggio (1505 - 1575)
- Fermo Guisoni
- Rinaldo Jacovetti
- Rinaldo Mantovano
- Teodoro Ghisi
- Ippolito Andreasi